# Buffalo Grove
Buffalo Grove ist ein Village und gehört zu den nördlichen Vorstädten von Chicago. Der Ort liegt zum Teil im Cook und Lake County in Illinois, Vereinigte Staaten. Laut der Volkszählung des Jahres 2020 lebten 43.212 Einwohner im Ort.

## Geografie
Der Ort liegt gut gelegen in den nördlichen Stadtteilen von Chicago. Einwohner können sowohl die Illinois Route 83 nordwärts zum Lake County (Illinois) als auch südwärts zum Chicago O’Hare International Airport nehmen.
Laut der Volkszählung im Jahr 2010 hatte der Ort eine Größe von 24,7 Quadratkilometern, davon 99,69 % Land- und 0,31 % Wasserfläche.

## Bevölkerung
Laut der Volkszählung des Jahres 2010 lebten 41.496 Einwohner in 15.708 Haushalten und 11.655 Familien. Die Bevölkerungsdichte betrug 1802 Einwohner pro Quadratkilometer. Es gab 16166 Häuser im Ort, die Bebauungsdichte betrug 679,2 Häuser pro Quadratkilometer.
In 42,7 % der Fälle lebten Kinder unter 18 Jahren in den Haushalten, 66,0 % waren verheiratete Paare, 6,6 % hatten einen weiblichen Haushaltsvorstand und 25,8 % waren keine Familien. 22,1 % aller Haushalte bestanden aus Einzelpersonen und in 6,4 % lebten Menschen, die 65 Jahre oder älter waren. Die durchschnittliche Haushaltsgröße betrug 2,72 und die durchschnittliche Familiengröße lag bei 3,23.
28,9 % waren unter dem Alter von 18 Jahren, 5,3 % von 18 bis 24, 32,2 % zwischen 25 und 44 Jahren, 24,6 % zwischen 45 und 64 Jahren und 9,0 % waren 65 Jahre oder älter. Das Durchschnittsalter betrug 37 Jahre. Auf je 100 Frauen gab es 93,6 Männer. Für je 100 Frauen im Alter von über 18 Jahren gab es 89,2 Männer.
Laut einer Schätzung 2007 lag das mittlere Einkommen für einen Haushalt in der Gemeinde bei USD 83.545, und das mittlere Einkommen für eine Familie bei USD 101.336. 2,6 % der Bevölkerung unter 18 Jahren lebten unterhalb der Armutsgrenze sowie 2,2 % derjenigen, die 65 Jahre oder älter waren.

## Geschichte
Die Buffalo Grove Gebiet wurde nach dem Vertrag von Chicago im Jahr 1833 für die Besiedlung freigegeben. Während der 1830er Jahre sah die Gegend ihren ersten Siedler, meist Bodenspekulanten. In den 1840er Jahren verkauften sie ihr Land an deutsch-katholische Milchbauern. Es wird angenommen, dass entweder Melchior Raupp oder Jacob Weidner die Gründer der Gemeinschaft waren. Schließlich kamen andere Familien in die Gegend und bildeten eine enge Gemeinschaft. Die Siedler bauten die erste St.-Marien-Kirche im Jahre 1852 und die St. Mary School im Jahr 1855. Doch beide brannten bis auf die Grundmauern nieder. Im Jahr 1869 wurden sie wieder aufgebaut und bildete mit dem Weidner General Store und der Firnbach Tavern, die 1899 erbaut wurden, ein kleines Stadtzentrum. Die Taverne steht heute noch und beherbergt eine Pizzeria.
Abgesehen von der Innenstadt, die um den Schnittpunkt der Buffalo Grove Road und Lake-Cook Road zentriert ist, dient Buffalo Grove als landwirtschaftlicher Ort. Die Gemeinde gewann einen besonderen Ruf für die Versorgung von Chicago mit Milch, Käse und anderen Milchprodukte. Die Weidner Cheese Factory war eine der wichtigsten Firmen. Im Jahr 1926 bot die Public Service Company of Northern Illinois die Versorgung mit elektrischer Energie für die Farmen an und 1930 wurde die erste Betonstraße im nördlichen Illinois gebaut.
Heute ist der größte Teil des Ortes gut entwickelt. Es gibt keine bewirtschaftete Bauernhöfe mehr im Ort, obwohl es noch Betriebe in der Region gibt.

## Bekannte Einwohner
- Raymond Benson (* 1955), Autor
- Megan Bozek (* 1991), Eishockeyspielerin
- Ali Cobrin (* 1989), Schauspielerin, (Kara in American Reunion)
- Simone Elkeles (* 1970), Autorin
- Ronald Goldman (1968–1994), Opfer im Fall O. J. Simpson
- Felice Herrig (* 1984), Kickboxerin und MMA-Kämpferin
- Brett Lebda (* 1982), Abwehrspieler der Toronto Maple Leafs
- Sidney Mathias, Abgeordneter
- Dickey Simpkins (* 1972), früherer Spieler der Chicago Bulls
- Sarah Hackett Stevenson (1841–1909), Ärztin und Hochschullehrerin
- Vince Vaughn (* 1970), Schauspieler
- Andy Wozniewski (* 1980), Abwehrspieler der NHL und NLA